# مدينة مستقلة (الولايات المتحدة)
في الولايات المتحدة، تسمي مدينة مستقلة التي لا تنتمي إلى أي مقاطعة معينة. هذه المدن نادرة نسبيًا خارج ولاية فيرجينيا حيث الدستور للولاية يحدد قواعد خاصة بها. مدينة بالتيمور في ولاية ماريلاند هي أكبر المدن المستقلة في البلد.